# مارکو وارده
مارکو وارده (انگلیسی: Marco Verde؛ زادهٔ ۱۱ فوریهٔ ۲۰۰۲) بوکسور اهل مکزیک است.